# Bitka kraj Pašmana 1190.
Bitka kraj Pašmana bila je pomorska bitka koju su 1190. godine vodile snage gradova Zadra i Pise protiv Mletačke Republike. Predstavlja jednu od bitaka Hrvatsko-mletačkog rata koji se vodio u razdoblju od 1181. do 1202. godine i u kojem su Mlečani dvadeset godina bezuspješno pokušavali osvojiti Zadar, da bi ga na kraju 1202. godine zauzeli križari poslije dvotjedne opsade.
Dvije godine prije bitke zadarski knez Desinjin Damjan sklopio je s Pisom protumletački savez. Godine 1190. sa svojim se snagama sukobio s mletačkim brodovljem kraj otoka Pašmana i izvojevao pobjedu.